# 英格兰银行大厦 (利物浦)
53°24′22″N 2°59′26″W / 53.4062°N 2.9905°W
英格兰银行大厦（Bank of England Building, Liverpool）是英国利物浦的一座I级登录建筑，由Charles Robert Cockerell设计，新古典主义风格，建于1845–1848年。 这座建筑是19世纪中期建成的英格兰银行的三个分行之一。
该建筑结合了几种新古典主义建筑风格，特别是希腊、罗马和文艺复兴。其中最明显的是希腊风格。
该建筑被认为是“维多利亚建筑的杰作”。